# Mixed games
Le Mixed games est une partie lors de laquelle, tour à tour, plusieurs variantes de poker (et autres jeux de table, tel le badugi) sont jouées. On distingue les parties de type "dealer's choice" dans laquelle les joueurs, tour à tour, décident des variantes de poker jouées et les parties où les variantes abordées suivent un ordre établi. Par extension, toutes les variantes autres que le no-limit hold'em et le pot-limit omaha (variantes les plus populaires) sont qualifiées de "mixed game".
Les mixed games traditionnels sont:
- Ten Game Mix (introduit aux World Series of Poker 2011) - No limit Hold'em, limit Seven-card Razz, limit Hold'em, limit Badugi, limit Seven-card Stud, no limit 2-7 Single Draw, limit Omaha Hi-Low eight or better, pot limit Omaha, limit 2-7 Triple Draw and fixed et limit Seven-card stud Hi-Low eight or better (jusqu’à six joueurs à la table).
- Eight Game Mix - Limit 2-7 Triple Draw, limit Texas hold'em,  limit Omaha Hi-Low Eight or better, Razz, limit Seven-card stud, limit Seven-card stud Hi-Low eight or better, no limit Texas hold'em et limit Omaha.
- H.O.R.S.E - Texas hold 'em, Omaha high-low, Razz, Seven-card stud and Seven Card Stud Eight-or-better.